# NGC 2646
NGC 2646 is een lensvormig sterrenstelsel in het sterrenbeeld Giraffe. Het hemelobject werd op 27 juli 1883 ontdekt door de Duitse astronoom Ernst Wilhelm Leberecht Tempel.

## Synoniemen
- UGC 4604
- MCG 12-9-19
- ZWG 332.19
- ARAK 180
- ZWG 331.69
- PGC 24838